# Hepatocarcinoma
Hepatocarcinoma ou carcinoma hepatocelular (CHC) é o tipo de  câncer primário do fígado mais comum em adultos e trata-se da maior causa de mortalidade em pessoas com cirrose, trata-se do terceira maior causa de mortes relacionadas ao câncer.
O hepatocarcinoma surge do mesmo processo de destruição e multiplicação de células que leva à cirrose ou fibrose hepática através de mecanismos ainda não bem esclarecidos, mas relacionado ao dano oxidativo celular e aumento de mutações celulares, principalmente em pacientes com injúria e inflamação hepática crônica, sendo raro em pacientes fora desse grupo, fatores de risco para o desenvolvimento de CHC incluem a presença de infecções hepáticas como a hepatite B,C, D, hepatite não-alcoólica, doença hepática relacionada ao álcool, hemocromatose e deficiência de alfa 1-antitripsina e a exposição a toxinas como aflatoxina.
Trata-se de um câncer com alto indice de mortalidade, com  a taxa de sobrevivência em 05 anos de 18%, contudo, o prognóstico varia de acordo com o tamanho do tumor, a presença de metástases, o estado de saúde geral e as características moleculares do tumor.. Daí a necessidade do diagnóstico precoce do hepatocarcinoma, quando este ainda tem boas opções de tratamento e chance de cura, através do rastreamento periódico das pessoas com maior risco de desenvolvê-lo.

## Patogênese
O carcinoma hepatocelular, assim como qualquer outro câncer, se desenvolve quando há uma mutação na maquinaria celular que faz com que a célula se multiplique em uma taxa maior e/ou resulte na incapacidade de apoptose. Em particular, infecções crônicas por Hepatite B e/ou C podem ajudar no desenvolvimento do carcinoma hepatocelular por fazer com que o próprio sistema imune do corpo ataque as células do fígado, algumas das quais infectadas pelo vírus, enquanto outras não. 

## Diagnóstico
O diagnóstico definitivo de CHC se dá por meio de biópsia hepática, contudo é mais comumente realizado exames de imagem como a Tomografia computadorizada de abdômen em 03 fases ( com wash-out) que ao demonstrarem as características do tumor permitem o diagnóstico, o ultrassom de abdômen também pode levar a suspeita desse diagnóstico e é recomendada como rastreio bianual em pacientes cirróticos.
A  dosagem de alfa-feto proteína pode auxiliar no diagnóstico, sendo recomendada em pacientes com presença de cirrose, contudo resultados podem ser falsamente elevados na presença de tumores germinativos que produzem a proteína espontaneamente.

## Tratamento
Entre as possíveis formas de tratamento estão a quimioterapia, ablação por radiofrequência, cirurgia e transplante de fígado.
O tratamento do carcinoma hepatocelular varia de acordo com o estadiamento do tumor. 
Tratamento cirúrgico
A ressecção cirúrgica é reservada a tumores em pacientes no estágio BCLC 0, quando detectado precocemente ela pode levar ao aumento das taxas de sobrevivência acima de 60%, contudo é incomum que pacientes apresentem-se em estágios precoces o suficiente.
Ablação
Outra opção de terapia locoregional é o uso de ablação do tumor, podendo ser realizada por meio de radiofrequência, com uso de ondas em altafrequência que destroem o tumor localmente ao induzirem altas temperaturas, com bons resultados em tumores com um tamanho menor que 2 centímetros , crioablação e a injeção local de etanol, reservados a tumores pequenos.
Transplante hepático
Em pacientes que não possam ser submetidos a terapias locorregionais para o tratamento de câncer e que não apresentem contraindicações, o transplante hepático trata-se de opção definitiva para o tratamento desses pacientes, com a melhora progressiva desses pacientes sendo observado com os avanços em cuidado de pacientes pós-transplantados. A presença de metástase ou a presença de extensão vascular do tumor contraindicam a realização deste procedimento
Contudo, o procedimento leva risco inerentes tanto ao tratamento, quando a necessidade de um acompanhamento pós-cirúrgico, com o uso de medicações imunossupressoras que aumentem as taxas de aceitação do fígado doador, porém ao diminuírem as defesas imunes do receptor podem levar ao desenvolvimento de infecções oportunistas com altas taxas de mortalidade.
Quimioterapia sistêmica
O uso de quimioterápicos é reservado a pacientes que apresentam estágios elevados de CHC que não possam ser submetidos a procedimentos cirúrgicos, ou apresentaram falha em outros tratamentos, o principal agente disponível para o tratamento de CHC é o Sorafenib, aprovado em 2007, trata-se de  inibidor multicinase que demonstrou uma melhora das taxas de sobrevivência em estudos clínicos randomizados. Outros agentes disponíveis são lenvatinib e Regorafenib.